# Рейнерт, Эрнст-Вильгельм
Эрнст-Вильгельм Рейнерт (нем. Ernst-Wilhelm Reinert; 2 февраля 1919, Линденталь, Кельн — 5 сентября 2007, Бад-Пирмонт, Нижняя Саксония) — немецкий военный летчик-ас времен Третьего Рейха. Один за самых известных по результативности немецких асов Второй мировой войны, одержавший 174 победы в воздушных боях. Гауптман (1945 год) люфтваффе. Кавалер Рыцарского креста Железного креста с дубовыми листьями и мечами (1945).
После войны служил в ВВС ФРГ.